# Горє (община)
Община Горє (словен. Občina Gorje) — одна з общин в північно-західній Словенії. Адміністративним центром є місто Згорнє Горє.

## Населення
У 2010 році в общині проживало 2923 осіб, 1454 чоловіків і 1469 жінок. Чисельність економічно активного населення (за місцем проживання), 1113 осіб. Середня щомісячна чиста заробітна плата одного працівника (EUR), 870,86 (в середньому по Словенії 966.62). Приблизно кожен третій житель у громаді має автомобіль (41 автомобілів на 100 жителів). Середній вік жителів склав 41,3 роки (в середньому по Словенії 41.6). 